# Jekatierina Rublowa
Jekatierina Borisowna Rublowa, ros. Екатерина Борисовна Рублёва (ur. 10 października 1985 w Odessie) – rosyjska łyżwiarka figurowa, startująca w parach tanecznych z Iwanem Szefierem. Uczestniczka mistrzostw świata i Europy, medalistka zawodów z cyklu Grand Prix i Junior Grand Prix, srebrna medalistka zimowej uniwersjady (2009), dwukrotna wicemistrzyni Rosji (2008, 2009).
Po zakończeniu kariery amatorskiej w 2010 roku została trenerką par tanecznych, do jej uczniów należeli m.in. Jewa Kuć / Dmitrij Michajłow, Jewgienija Łopariowa / Geoffrey Brissaud.

## Osiągnięcia
Z Iwanem Szefierem
| Zawody                                | 99–00          | 00–01          | 01–02          | 02–03          | 03–04          | 04–05          | 05–06          | 06–07          | 07–08          | 08–09          | 09–10          |                |                |                |                |                |                |
| Międzynarodowe                        | Międzynarodowe | Międzynarodowe | Międzynarodowe | Międzynarodowe | Międzynarodowe | Międzynarodowe | Międzynarodowe | Międzynarodowe | Międzynarodowe | Międzynarodowe | Międzynarodowe | Międzynarodowe | Międzynarodowe | Międzynarodowe | Międzynarodowe | Międzynarodowe | Międzynarodowe |
| ------------------------------------- | -------------- | -------------- | -------------- | -------------- | -------------- | -------------- | -------------- | -------------- | -------------- | -------------- | -------------- | -------------- | -------------- | -------------- | -------------- | -------------- | -------------- |
| Mistrzostwa świata                    |                |                |                |                |                |                |                |                | 15             |                | 13             |                |                |                |                |                |                |
| Mistrzostwa Europy                    |                |                |                |                |                |                |                | 12             | 13             | 8              |                |                |                |                |                |                |                |
| GP Trophée Eric Bompard               |                |                |                |                |                |                |                |                |                | 7              | 5              |                |                |                |                |                |                |
| GP Rostelecom Cup                     |                |                |                |                |                |                |                | WD             | 7              |                | 3              |                |                |                |                |                |                |
| GP Skate America                      |                |                |                |                |                |                | 9              |                | 8              | 6              |                |                |                |                |                |                |                |
| Bofrost Cup on Ice                    |                |                |                |                |                | 3              |                |                |                |                |                |                |                |                |                |                |                |
| Nebelhorn Trophy                      |                |                |                |                |                | 4              |                |                |                |                |                |                |                |                |                |                |                |
| Zimowa uniwersjada                    |                |                |                |                |                | 5              |                |                |                | 2              |                |                |                |                |                |                |                |
| Międzynarodowe: Kategorie młodzieżowe |                |                |                |                |                |                |                |                |                |                |                |                |                |                |                |                |                |
| Mistrzostwa świata juniorów           |                |                |                |                | 6              |                |                |                |                |                |                |                |                |                |                |                |                |
| JGP Finał                             |                |                |                | 8              | 7              |                |                |                |                |                |                |                |                |                |                |                |                |
| JGP w Chinach                         |                |                |                | 2              |                |                |                |                |                |                |                |                |                |                |                |                |                |
| JGP w Czechach                        |                |                | 4              |                |                |                |                |                |                |                |                |                |                |                |                |                |                |
| JGP w Niemczech                       |                |                |                | 4              |                |                |                |                |                |                |                |                |                |                |                |                |                |
| JGP w Polsce                          |                |                |                |                | 2              |                |                |                |                |                |                |                |                |                |                |                |                |
| JGP w Słowenii                        |                |                |                |                | 2              |                |                |                |                |                |                |                |                |                |                |                |                |
| JGP w Szwecji                         |                |                | 5              |                |                |                |                |                |                |                |                |                |                |                |                |                |                |
| Krajowe                               |                |                |                |                |                |                |                |                |                |                |                |                |                |                |                |                |                |
| Mistrzostwa Rosji                     | 9              | 9              | 8              |                | 5              | 5              | 6              | 3              | 2              | 2              | 3              |                |                |                |                |                |                |
| Mistrzostwa Rosji juniorów            |                |                | 6              |                | 3              |                |                |                |                |                |                |                |                |                |                |                |                |